# Madina Memet

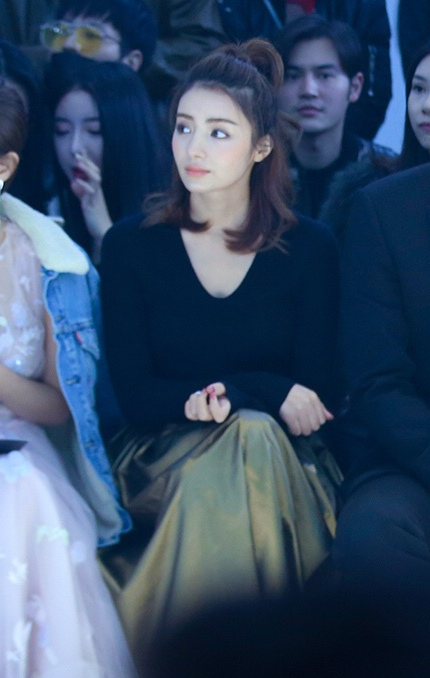
Madina Memet

Madina Memet (uigurisch مەدىنە مەمەت Medine Memet; chinesisch 麦迪娜·买买提 Maìdínà Maǐmaǐtí, * 10. September 1987 in Urumqi, Xinjiang, Volksrepublik China) ist eine chinesische Schauspielerin und Model uigurischer Abstammung.

## Leben und Karriere
Memet wurde am 10. September 1987 in Ürümqi geboren. Sie studierte an der Beijing Shengji Art Academy. Danach setzte sue ihr Studium an der Xinjiang Arts Theatre fort. Ihr Debüt gab sie 2011 in der Serie New My Fair Princess. Anschließend spielte sie 2013 in Heroes in Sui and Tang Dynasties mit. Im selben Jahr trat sie in Legend of Lu Zhen auf. 2016 bekam Memet eine Rolle in Ice Fantasy.
Außerdem wurde sie 2018 für den Film Kung Fu League gecastet. Unter anderem war Memet 2019 in der Serie Chong Er's Preach gecastet.

## Filmografie (Auswahl)
Filme
- 2014: Ex-Files
- 2015: Zhong Kui: Snow Girl and the Dark Crystal
- 2015: The Final Master
- 2018: Kung Fu League

Serien
- 2011: New My Fair Princess
- 2012: Sweet Home
- 2013: Heroes in Sui and Tang Dynasties
- 2013: Doksanlar
- 2015: Çılgın Dersane Üniversitede
- 2016: Ice Fantasy
- 2019: Chong Er's Preach